# Yodoformo
El yodoformo es el compuesto orgánico con la fórmula CHI3. Es una sustancia volátil que forma cristales de color amarillo pálido; tiene un olor penetrante (en viejos textos de química, el olor es referido a veces como el olor de los hospitales) y, de manera análoga al cloroformo, de un sabor dulce.  Es ocasionalmente utilizado como antiséptico. A veces se refiere al compuesto también como triyoduro de carbono (que no es estrictamente correcto, ya que el compuesto también contiene hidrógeno) o triyoduro de metilo (que es incluso más ambiguo ya que el nombre puede referirse también al ion triyoduro metilado, CHI3.

## Síntesis y reacciones
El yodoformo fue preparado inicialmente por Georges Serrulas en 1822 y su fórmula molecular fue identificada por Jean-Baptiste Dumas en 1834. Es sintetizado en la reacción del haloformo mediante la reacción de yodo e hidróxido de sodio con cualquiera de estos cuatro tipos de compuestos orgánicos: una metil cetona: CH3COR, acetaldehído (CH3CHO), etanol (CH3CH2OH), y ciertos alcoholes secundarios (CH3CHROH, donde R es un grupo alquilo o arilo).
La reacción del yodo y una base con metil cetonas es tan confiable, que la "prueba del yodoformo" (la aparición de un precipitado amarillo) es utilizada para probar la presencia de una metil cetona. Éste también es el caso en las pruebas para alcoholes secundarios (alcoholes metílicos).
Algunos reactivos (por ejemplo yoduro de hidrógeno) convierten el yodoformo en diyodometano. También es posible la conversión en dióxido de carbono: El yodoformo reacciona con nitrato de plata acuoso para producir monóxido de carbono, que es oxidado por la mezcla de ácido sulfúrico y pentóxido de yodo. Cuando es tratado con plata elemental en polvo, el yodoformo es reducido, produciendo acetileno. Por calentamiento el yodoformo se descompone para producir yodo diatómico, yoduro de hidrógeno gaseoso, y carbón.

### Ocurrencia natural
Los sombreros del ángel contienen yodoformo y muestran su olor característico.

## Aplicaciones
El compuesto tiene un uso a pequeña escala como antiséptico.   En los inicios del siglo XX fue utilizado en medicina como antiséptico para heridas y llagas, aunque ahora este uso es sustituido por antisépticos superiores. La madre de Adolf Hitler, Klara Hitler, murió de envenenamiento con yodoformo provocado por su tratamiento para el cáncer de pecho. Es el ingrediente activo en muchos polvos para el oído dirigidos a perros y gatos, para prevenir infecciones y facilitar la remoción de pelo en el oído, junto con el óxido de zinc y el ácido propiónico.